# Retablo mayor del templo franciscano de San Miguel Arcángel
El Retablo mayor del templo franciscano de San Miguel Arcángel es un altar y una obra arquitectónica del arte novohispano del siglo XVI, que se encuentra en Huejotzingo, Puebla, en el templo del antiguo Convento franciscano. Es uno de los llamados Retablos dorados de Nueva España, siendo uno de los primeros que se construyeron en la región, durante el primer periodo de establecimiento de los misioneros franciscanos durante el Virreinato de Nueva España.
El retablo fue terminado entre 1584 y 1586. En la fabricación del retablo participaron Simón Pereyns, como autor de las pinturas; Pedro de Requena, como escultor y Marcos de San Pedro, como dorador.

## Contexto histórico

### Huejotzingo durante la conquista
Huejotzingo, lugar donde se encuentra el Convento franciscano de San Miguel Arcángel, fue un importante altépetl en el valle poblano-tlaxcalteca, ya que jugó un papel importante como aliado de Hernán Cortés durante la conquista de México. Inicialmente fue aliado con los mexicas, pero, debido a conflictos internos, se unió a Tlaxcala y Cholula para oponerse al poderío mexica. La llegada de Cortés en 1519 presentó la oportunidad de emanciparse de Tlaxcala y vengarse de Moctezuma, por lo que Huejotzingo se alió con los españoles, proporcionando así apoyo logístico, guerreros y obsequios. Este apoyo fue crucial para el avance de Cortés hacia Tenochtitlán, pues se encontraba en un lugar estratégico, entre Veracruz y Tenochtitlán, lo que era ideal para establecer una base de operaciones. La fidelidad de Huejotzingo hacia la Corona española se evidencia en una carta de 1560 al rey Felipe II, donde afirman haber sido los primeros en someterse voluntariamente y presionado a otros, incluyendo a los tlaxcaltecas, para que ayudaran a los españoles. Buscando beneficios por su alianza, Huejotzingo apoyó a Cortés en su lucha de conquista, contribuyendo significativamente al avance hacia la capital mexica.
Los pobladores huejotzincas participaron en las acciones militares y, a su vez, se crearon encomiendas y un programa de evangelización activa en la región. Desde 1521, Hernán Cortés estableció la encomienda para Huejotzingo, a cargo de Juan de Valencia, quien en esa región se dedicó a la cría de ganado.
Sin embargo, a pesar de la colonización, Huejotzingo conservó su estructura sociopolítica indígena, reflejada en sus límites geográficos. En la década de 1540, esos límites se extendieron hacia poblaciones cercanas, pero para el siglo XVI se separaron. El poder de los caciques indígenas, como la familia Mendoza, fue significativo en la economía y política. Pablo de Mendoza fue uno de los caciques más influyentes y poseía la mayor extensión de tierras en la región. Su testamento de 1596 enumera sus propiedades. Se conserva documentación sobre su familia, incluyendo el abuelo Felipe de Mendoza. Thomé y Luca de Mendoza son mencionados como sucesores. Pablo Ortiz de Mendoza, otro de los nietos, fue gobernador de Huejotzingo y no tuvo descendencia, y su herencia pasó a su hermano, Pablo de Mendoza que fue quien firmó un contrato para la construcción del retablo en 1584.
Es con este contexto cuando empiezan a surgir las fórmulas artísticas novohispanas, en principio replicando algunas de las tendencias europeas, las cuales se entremezclaron con las diferentes modalidades artísticas dentro del vigor renacentista, dando como resultado una fusión peculiar. Los retablos poblanos producidos en la segunda mitad del siglo XVI daban como resultado a un duplicado de la retablística peninsular, aún considerándose el desfase temporal en los estilos o cánones artísticos, al igual que los distintivos de cada una de las obras. Fue hasta el siglo XVII que comienza el denominado “mestizaje artístico” y es entonces cuando se plantea un estilo novohispano; pero aún así es en la segunda época del siglo XVI cuando se manufactura el retablo de Huejotzingo.
El primer convento de Huejotzingo, comenzado en 1524, fue edificado por fray Juan de Alameda. El templo no fue concluido sino hasta 1592, pero comenzado desde mediados del siglo, según la fecha que aparece en una de las capillas posas, y dada la perfección de la técnica con la que se construyó, se le atribuye a Toribio de Alcaraz, de quien se menciona que habría realizado excelentes fábricas de conventos. El monasterio de Huejotzingo, es considerado un verdadero museo, tanto por sus pinturas como por su retablo que es una obra de Simón Pereyns, fechado en 1586, como por los numerosos detalles artísticos que encierra.

## Autoría

### Pintura
Francisco de la Maza señala que Simón Pereyns firmó los cuadros del retablo, con el texto XTMO PERINEZ FCT.158o. A partir del contrato del retablo, se llegó a la conclusión de que la obra fue terminada en 1586, y no en 1580 (como parecía decir la firma).
Sobre las fuentes de las pinturas, Diego Angulo Íñiguez en 1945 señaló que al menos dos de las pinturas, La circuncisión y La presentación en el templo, tienen inspiración en Durero y Schogauer. Asimismo se consideraba que parte de sus fuentes de inspiración era Marten de Vos. También Francisco de la Maza considera que Pereyns toma de inspiración a Durero, aunque señala que lo hace con libertad creativa, haciendo una interpretación propia de dichas obras.

### Escultura
De la Maza señala que las esculturas serían de Luis de Arciniega, pero estudios más recientes llegaron a la conclusión de que fueron realizados por Pedro de Requena. Sin embargo, se dice que aunque Requena realizó la labor manual y técnica de las esculturas, el diseño es del mismo Pereyns.

### Dorado
Marcos de San Pedro, indígena, realizó la tarea de dorar el retablo, como se estableció en el contrato firmado el 1 de junio de 1585.

## Estructura de un retablo
Los retablos están compuestos principalmente por los siguientes elementos: Sotabanco, banco o predela, columnas, entablamiento, calles, nichos y el remate. En la construcción del retablo participaron diferentes organizaciones gremiales. Los primeros que intervienen serían los arquitectos y diseñadores que trabajaban en conjunto, luego intervendrán los maestros carpinteros que construían las columnas y entablamientos; después los entalladores quienes decoraban dichas tablas y entablamientos con querubines, elementos florales, entre otros. Los ensambladores unían esta estructura, con piezas de madera, al muro de la iglesia; y por último intervenía el dorador o "pintor de oro", quien lijaba las asperezas de la madera, la cubría con una capa de yeso para cerrar los poros, luego aplicaba una preparación de color rojizo con cierto pegamento, de esta forma se podían adherir las hojas de oro a la superficie del retablo, las cuales al final se bruñían con piedra de ágata. Los pintores, por su parte, comenzaban a colocar las tablas o lienzos en los nichos de retablo. Mientras que los escultores tallaban las obras, las bañaban de yeso, las pulían, las lijaban y colocaban sobre ellas fragmentos de lienzos empapados en cola para dar volumen a las vestimentas de las esculturas, después aplicaban óxido de hierro y cola pulverizada a fin de prepararlas para la pintura y la colocación de láminas de oro, y ya una vez dorada la imagen se procedía a pintar diseños de flores y roleos de diferentes colores y al final se esgrafiaban, es decir, se marcaban con punzones para hacer que el oro sobresaliera.

## Descripción del retablo
Se divide horizontalmente en tres cuerpos y un remate. En el primer cuerpo las columnas son de orden dórico, por más que estén adornados con ángeles, festones, anillo de querubines antes del capitel. El segundo cuerpo, lleva columnas jónicas. Y por último el tercer cuerpo, cuenta con capiteles jónicos, las columnas son platerescas, abalaustrada, al igual que en el remate.
Este retablo es mixto porque combina pintura al óleo y esculturas. En su decoración se emplearon columnas de estilo dórico y jónico. Las últimas filas están sostenidas por fustes abalaustrados. Está formado por cuatro filas altas y siete calles, de las cuales la más ancha es la central. Las calles que albergan las esculturas son más angostas, sin embargo, su proyección hacia el frente da la impresión de que el retablo tiene mayor profundidad.
En este retablo se puede ver influencia andaluza en su manufactura, esto se estima que es debido a la presencia de Andrés de Concha quien se formó en la escuela sevillana y de Pedro de Requena quien también fue educado en el sur; el retablo de Huejotzingo oscila también entre el plateresco pictórico y escultórico, tiene mayor tridimensionalidad que algunos otros retablos de antecedentes castellanos. 

### Pintura
Las imágenes pictóricas en el retablo se pueden dividir en cuatro grupos de acuerdo a la representación. En la parte inferior (sotobanco), cuenta con dos pinturas rectangulares que representan a Santa María Magdalena (patrona de los drogueros, peluqueros y peinadores) y María Egipciaca (patrona de penitentes y prostitutas arrepentidas); en el lienzo de la Magdalena se encontró la firma de Pereyns, y también la fecha en la que se finalizó el retablo “1586”.
|                                                  |
| Pintura de Santa María Magdalena en el sotobanco |

|                                            |
| Pintura de María Egipciaca en el sotobanco |

En el cuerpo 1 y 2 se encuentran las pinturas que representan la infancia de Cristo, con cuatro escenas características de su niñez, en compañía de sus padres, estas son: Adoración de los pastores, Adoración de los reyes, Circuncisión y Presentación en el templo.
|                                                |
| Adoración de los pastores, en el primer cuerpo |

|                                                |
| Adoración de los pastores, en el primer cuerpo |

|                                             |
| Circuncisión de Jesús, en el segundo cuerpo |

|                                                 |
| Presentación en el Templo, en el segundo cuerpo |

En el tercer cuerpo se encuentran las escenas de la Resurrección y la Ascensión del Señor (la crucifixión está en un nicho superior, pero en forma escultórica). Y en el cuarto cuerpo o remate, flanqueando los laterales superiores se observan dos pinturas en forma de medallón representando al Cristo (lado izquierdo) y al Señor de las tres caídas (lado derecho).
|                                   |
| Resurrección, en el tercer cuerpo |

|                                         |
| Ascensión de Jesús, en el tercer cuerpo |

|                                   |
| Señor de la columna, en el remate |

|                                        |
| Señor de las tres caídas, en el remate |

### Escultura
Las imágenes escultóricas de bulto están ubicadas en las cuatro entrecalles. En el primer cuerpo se encuentran los cuatro doctores de la iglesia que son: San Agustín, San Gregorio, San Jerónimo y San Damiano. En cuanto al primer y segundo cuerpo de las entrecalles se encuentran ocho santos de devoción franciscana quienes son: San Lorenzo, San Bernardo, San Antonio de Padua, San Buenaventura, San Sebastián, Santo Domingo, San Bernardino de Siena y San Jerónimo. En el cuarto cuerpo se observa a San Juan Bautista y San Antonio de Abad, flanqueando a Cristo Crucificado. Con relación al friso inferior, la calle central y el remate están ornamentados con medios relieves. En la parte inferior del arranque de las entrecalles se contempla a los doce apóstoles divididos en cuatro grupos. En el primer nicho de la calle central es donde se encontraba San Miguel de Arcángel, en el segundo nicho de la calle central posiblemente se sustentaba una imagen de la Virgen María, en el tercer nicho se ubica San Francisco de Asís recibiendo los estigmas y en el cuarto nicho se observa la Crucifixión  y para finalizar en el remate se presenta al padre eterno con el mundo en sus manos.